# 拓跋若
拓跋 若（たくばつ じゃく、463年 - 478年）は、北魏の皇族。河間孝王。字は叔儒。

## 経歴
文成帝と乙夫人の子として生まれた。478年（太和2年）6月、死去した。享年は16。河間王に追封された。諡は孝といった。
ひとたびは京兆康王拓跋子推の子の元太安を後嗣とするよう命が下ったが、元太安は若の従弟であり、世代順がおかしいとして廃され、斉郡王拓跋簡の子の元琛を後嗣とした。

## 伝記資料
- 『魏書』巻20 列伝第8
- 『北史』巻19 列伝第7